# Tapes 'n Tapes
Tapes 'n Tapes är ett amerikanskt indierockband, från Minneapolis, Minnesota.

## Medlemmar
Nuvarande medlemmar
- Josh Grier (Tapes 1) - gitarr, sång, basgitarr (2003-idag)
- Jeremy Hanson (Tapes 2) - trummor (2005-idag)
- Matt Kretzman ('n) - keyboard, basgitarr, trummor (2003-2004, 2005-idag)
- Erik Appelwick ('n) - basgitarr (2006-idag)

Tidigare medlemmar
- Steve Nelson - gitarr (2003)
- Karl Schweitz - trummor, gitarr (2003-2005)
- Shawn Neary - basgitarr (2004-2006)

## Diskografi
Studioalbum
- The Loon - (2005)
- Walk It Off - (2008)
- Outside - (2011)

EP
- Tapes 'n Tapes - (2004)
- Daytrotter Session - (2008)
- Daytrotter Session - (2011)

Singlar
- Insistor - (2006)
- Cowbell - (2006)
- Omaha - (2006)
- Hang Them All - (2008)